# Pseudodirades lactea
Pseudodirades lactea är en fjärilsart som beskrevs av W. Warren 1897. Pseudodirades lactea ingår i släktet Pseudodirades och familjen Uraniidae. Inga underarter finns listade i Catalogue of Life.